# Qua lâu hoa đỏ
Qua lâu hoa đỏ hay còn gọi hồng bì, tơ mua (danh pháp hai phần: Trichosanthes rubriflos) là một loài thực vật có hoa trong họ Cucurbitaceae. Loài này được Thorel ex Cayla miêu tả khoa học đầu tiên năm 1908.